# Sandra Walsham
Sandra Walsham (...) è un'ex tennista australiana.

## Carriera
Nei tornei del Grande Slam ha ottenuto il suo miglior risultato raggiungendo le semifinali di doppio agli Australian Championships nel 1967, in coppia con la connazionale Elizabeth Fenton.